# شکست مواد زیستی
شکستگی مواد بیولوژیکی ممکن است در بافت‌های بیولوژیکی تشکیل‌دهنده سیستم اسکلتی عضلانی رخ دهد که معمولاً بافت‌های ارتوپدی نامیده می‌شوند: استخوان، غضروف، رباط‌ها و تاندون‌ها. استخوان و غضروف، به عنوان مواد بیولوژیکی باربر، به دلیل تمایل به شکستگی، مورد توجه محیط پزشکی و دانشگاهی هستند. به عنوان مثال، یک نگرانی بزرگ برای سلامتی در پیشگیری از شکستگی استخوان در جمعیت سالخورده است، به خصوص که خطر شکستگی با افزایش سن ده برابر افزایش می‌یابد. آسیب و شکستگی غضروف می‌تواند به آرتروز کمک کند، بیماری مفصلی که منجر به سفتی مفاصل و کاهش دامنه حرکتی می‌شود.
مواد بیولوژیک، به خصوص مواد ارتوپدی، خواص مواد ویژه ای زا دارند که به آنها اجازه می‌دهد برای مدت طولانی در برابر آسیب و شکستگی مقاومت کنند. علی‌رغم این، آسیب حاد یا سایش مداوم در طول عمر استفاده می‌تواند به تجزیه مواد بیولوژیکی کمک بکند. مطالعه استخوان و غضروف می‌تواند انگیزه طراحی برای مواد مصنوعی انعطاف‌پذیر باشد که می‌توانند به جایگزینی مفصل کمک کند. به‌طور مشابه، مطالعه شکست پلیمر و شکست مواد نرم می‌تواند به درک شکست مواد بیولوژیکی کمک کند.
تجزیه و تحلیل شکست در مواد بیولوژیک به وسیله عامل‌های زیادی مانند ناهمسانگردی، شرایط بارگذاری پیچیده، و پاسخ بازسازی بیولوژیکی و پاسخ التهابی پیچیده شده‌است.

## شکستگی استخوان
شکستگی در استخوان ممکن است به دلیل آسیب حاد (بارگذاری یکنواخت) یا خستگی (بارگذاری چرخه ای) رخ دهد. به‌طور کلی، استخوان می‌تواند شرایط بارگذاری فیزیولوژیکی را تحمل کند، اما پیری و بیماری‌هایی مانند پوکی استخوان که ساختار سلسله مراتبی استخوان را به خطر می‌اندازد می‌تواند به شکستگی استخوان کمک کند. علاوه بر این، تجزیه و تحلیل شکستگی استخوان با پاسخ بازسازی استخوان، جایی که رقابتی بین تجمع میکروکراک و نرخ بازسازی وجود دارد، پیچیده‌است. اگر سرعت بازسازی کندتر از سرعت تجمع ریزترک‌ها باشد، ممکن است شکستگی استخوان رخ دهد.
اضافه بر این، جهت و مکان ترک اهمیت دارد زیرا استخوان ناهمسانگرد است.

### ویژگی‌های استخوان
ساختار سلسله مراتبی استخوان، چقرمگی، توانایی مقاومت در برابر ایجاد ترک، گسترش و شکستگی و همچنین استحکام، مقاومت در برابر تغییر شکل غیر الاستیک را برای آن فراهم می‌کند. تجزیه و بررسی آغازین از ویژگی‌های مواد استخوان، به ویژه مقاومت در برابر رشد ترک، متمرکز بر تولید یک مقدار واحد برای فاکتور بحرانی شدت تنش، {\displaystyle K_{c}} و نرخ بحرانی آزادسازی کرنش-انرژی، {\displaystyle G_{c}} . در حالی که این روش بینش‌های مهمی را در مورد رفتار استخوان به همراه داشت، مانند منحنی مقاومت، بینشی برای گسترش ترک ایجاد نکرد.

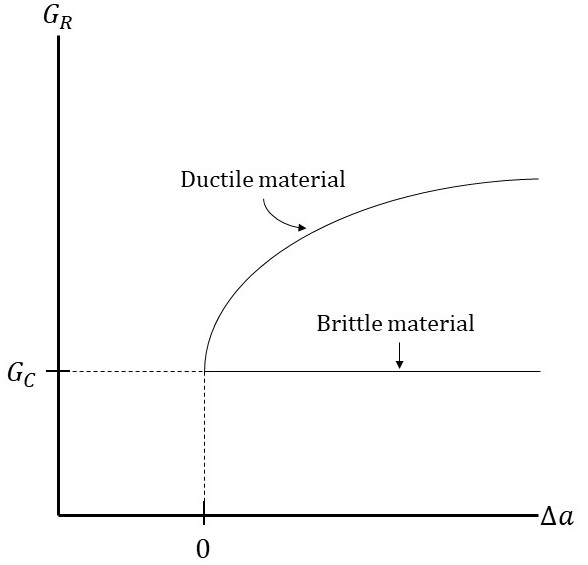
منحنی مقاومت نیروی گسترش ترک در مقابل گسترش ترک برای یک ماده شکننده و انعطاف‌پذیر، نشان می‌دهد ، نرخ انتشار انرژی کرنش بحرانی.

منحنی مقاومت (منحنی R) برای مطالعه انتشار ترک و توسعه چقرمگی یک ماده با رسم نیروی گسترش ترک در مقابل گسترش ترک استفاده می‌شود. در ادبیات استخوان، منحنی R برای توصیف رفتار «سختی شکست» گفته می‌شود، اما این اصطلاح در ادبیات مهندسی مورد استفاده قرار نمی‌گیرد و به جای آن از عبارت «مقاومت رشد ترک» استفاده می‌شود. این اصطلاح برای تأکید بر رفتار مواد در طول تغییر در طول ترک استفاده می‌شود. رویکرد مکانیک شکست الاستیک خطی منحنی R به محققان این امکان را داد تا بینشی در مورد دو مکانیسم رقابتی که به چقرمگی استخوان کمک می‌کنند، به دست آورند. استخوان منحنی R در حال افزایش را نشان می‌دهد که نشان دهنده چقرمگی مواد و انتشار ترک پایدار است.
دو جور مکانیسم وجود دارد که قادر است مانع از رشد ترک شود و به چقرمگی کمک کند، مکانیزم‌های درونی و بیرونی. مکانیزم‌های درونی مقاومتی را جلوتر از ترک ایجاد می‌کنند و مکانیزم‌های بیرونی در پیش از نوک ترک مقاومت ایجاد می‌کنند. گفته می‌شود که مکانیسم‌های بیرونی به محافظت نوک ترک کمک می‌کنند که شدت تنش موضعی تجربه شده توسط ترک را کاهش می‌دهد. یک تفاوت قابل توجه این است که مکانیسم‌های درونی می‌توانند از شروع و انتشار ترک جلوگیری کنند در صورتی که مکانیزم‌های بیرونی فقط می‌توانند از انتشار ترک جلوگیری کنند.

#### مکانیزم‌های درونی
مکانیسم‌های سخت‌کننده درونی به خوبی مکانیسم‌های بیرونی تعریف نشده‌اند، زیرا آنها در مقیاس طولی کوچک‌تری نسبت به مکانیسم‌های بیرونی (معمولاً ۱ میکرومتر) عمل می‌کنند. پلاستیسیته معمولاً با مواد «نرم» مانند پلیمرها و غضروف همراه است، اما استخوان نیز تغییر شکل پلاستیکی را تجربه می‌کند. یکی از نمونه‌های مکانیزم بیرونی فیبریل‌ها (مقیاس طول ~ ۱۰ نانومتر) است که روی هم می‌لغزند، کشیده می‌شوند، تغییر شکل می‌دهند و/یا می‌شکنند. این حرکت فیبریل‌ها باعث تغییر شکل پلاستیک و در نتیجه کند شدن نوک ترک می‌شود.

#### مکانیزم‌های بیرونی

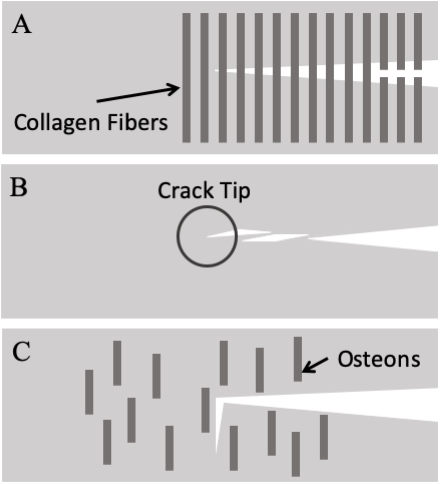
مکانیسم‌های بیرونی که با پل زدن ترک و انحراف ترک به مقاومت در برابر شکستگی در استخوان قشر کمک می‌کند. اقتباس از Zimmermann و همکاران. پل زدن ترک توسط فیبرهای کلاژن، پل زدن ترک B توسط رباط‌های ترک نشده و انحراف ترک C توسط استئون‌ها را نشان می‌دهد.

مکانیزم‌های سخت‌کننده بیرونی نسبت به مکانیزم‌های درونی به خوبی روشن شده‌اند. در صورنی که مقیاس طولی مکانیزم‌های درونی در نانومتر است، مقیاس طول مکانبزم‌های بیرونی در امتداد مقیاس میکرون/میکرومتر است. تصاویر میکروسکوپ الکترونی روبشی (SEM) از استخوان امکان عکس برداری از مکانیزم‌های بیرونی مانند پل زدن ترک (توسط فیبرهای کلاژن، یا توسط «رباط‌های» ترک‌نخورده)، کج شدن ترک، و ترک خوردگی میکرو را فراهم آورده است. پل زدن ترک توسط رباط‌های ترک نشده و کج شدن ترک از عوامل اصلی محافظت از ترک هستند، در حالی که پل زدن ترک توسط الیاف کلاژن و ترک‌خوردگی میکرو کمک‌کننده‌های جزئی در محافظت ترک هستند.

#### پل زدن ترک
مکانیزم بیرونی پل زدن ترک وقتی است که مواد در پس ترک پشت ترک بچرخند و ضریب شدت تنش را کاهش دهند. شدت تنش تجربه شده در نوک ترک، با شدت تنش پل زدن کاهش پیدا می‌کند،
{\displaystyle K_{tip}=K_{app}-K_{br}}
جایی که {\displaystyle K_{app}} عامل شدت تنش اعمال شده‌است.
پل زدن ترک می‌تواند توسط دو مکانیزم در مقیاس‌های طولی متفاوت رخ دهد.
- پل زدن ترک توسط الیاف کلاژن

پل زدن ترک توسط الیاف کلاژن نوع یک که به عنوان پل زدن کلاژن-فیبریل شناخته می‌شود، در مقیاس طولی کوچکتر از پل زدن رباط ردیابی نشده‌است. ساختار کلاژن به خودی خود سلسله مراتبی است و شامل سه زنجیره آلفا است که به یکدیگر پیچیده شده و پروکلاژن را تشکیل می‌دهد که تحت پردازش قرار می‌گیرد و به فیبریل‌ها و الیاف مونتاژ می‌شود. قطر مولکول کلاژن تقریباً ۱٫۵ نانومتر است و فیبریل کلاژن تقریباً ۱۰ برابر قطر کلاژن (~۱۰ نانومتر) است.
فرایند پل زدن ترک مشابه روشی است که پلیمرها از طریق خراشیدگی تسلیم می‌شوند. پلیمرها از طریق فرورفتگی به صورت پلاستیکی تغییر شکل می‌دهند، جایی که زنجیره‌های مولکولی بر روی ترک پل می‌زنند و شدت تنش را در نوک ترک کاهش می‌دهند. همان‌طور که از مدل داگدیل برای پیش‌بینی ضریب شدت تنش در حین پیچ‌خوردگی استفاده می‌شود، مدل منطقه دوگدیل با کشش یکنواخت نیز می‌تواند برای تخمین کاهش ضریب شدت تنش به دلیل پل زدن ترک استفاده شود، {\displaystyle K_{b}^{f}}.
{\displaystyle K_{b}^{f}=2\sigma _{b}f_{f}{\bigg (}{\sqrt {\frac {2l_{f}}{\pi }}}{\bigg )}}
جایی که در آن تنش پل زدن معمولی روی الیاف با {\displaystyle \sigma _{b}} نشان داده می‌شود، بخش تأثیر گذار الیاف کلاژن با{\displaystyle f_{f}} نشان داده می‌شود، و طول منطقه پل زدن با{\displaystyle l_{f}} نشان داده می‌شود.
- پل «رباط» ترک نشده

نکته: رباط به ظاهر مکانیزم بیرونی در تصویربرداری اشاره دارد و نه به رباط ارتوپدی.
پل زدن رباط ترک نخورده، یکی از عوامل اصلی حفاظت از ترک است زیرا «رباط ها» در مقیاس طولی صدها میکرومتر در مقایسه با ده‌ها نانومتر هستند. تشکیل شدن این رباط‌ها به رشد غیریکنواخت جلوی ترک یا چندین ریزترک نیمه متصل به هم و تشکیل پل‌هایی از مواد ترک‌خورده نسبت داده می‌شود.

#### انحراف ترک
انحراف و پیچش ترک به دلیل استئون‌ها، واحد ساختاری که در استخوان قشر مغز رخ می‌دهد. استون‌ها ساختاری استوانه ای دارند و قطر آنها تقریباً ۰٫۲ میلی‌متر است. همان‌طور که نوک ترک به یک استئون می‌رسد، انتشار ترک در امتداد سطح جانبی استئون منحرف می‌شود و رشد ترک را کند می‌کند. از آنجایی که استئون‌ها مقیاس بزرگ‌تری دارند، هم از رشته‌های کلاژن و هم از رباط‌های ترک‌نخورده، انحراف ترک از طریق استئون‌ها یکی از مکانیسم‌های سفت شدن استخوان است.

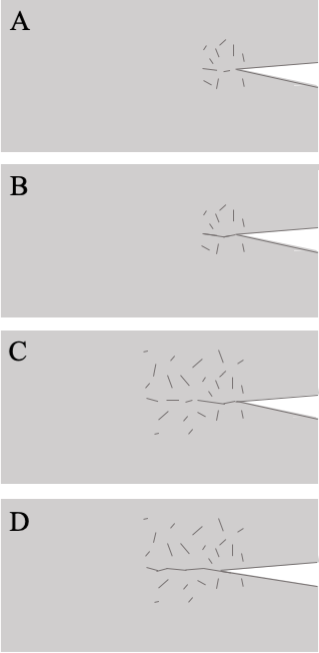
شماتیک انتشار ترک در استخوان قشر مغز هنگام وقوع میکروکراکینگ برگرفته از وشیشت و همکاران. A تشکیل ریزترک‌ها در جلوی نوک ترک B ترک به مواد ترک‌خورده قبل از منطقه ریزترک تسریع می‌یابد (مرحله I) C با ادامه تشکیل ریزترک‌ها رشد ترک کند می‌شود (مرحله II) D ادامه رشد ترک (مرحله I)

#### میکرو کرکینگ
همان گونه که از نام آن معلوم است، میکروکرکینگ به تشکیل ترک‌هایی در مقیاس میکرونی در جهت‌ها و اندازه‌های مختلف گفته می‌شود. ایجاد ریزترک‌ها قبل و در دنبال نوک ترک می‌تواند رشد ترک را به تأخیر بیندازد. از آنجایی که استخوان معمولاً ساختمان ترابکولار و قشر مغز خود را برای بهبود سازی استحکام در جهت طولی بازسازی می‌کند، تشکیل ریزترک‌ها در استخوان انسان نیز به صورت طولی ایجاد می‌شود. این به‌طور جهت در استخوان انسان با جهت‌گیری تصادفی تر در استخوان گاو در تضاد است و به چقرمگی استخوان طولی در انسان کمک می‌کند.
مانند سایر مکانیزم‌های محافظ ترک، منحنی مقاومت (منحنی R) را می‌توان برای مطالعه مقاومت استخوان قشر مغز (استخوان ترابکولار قبل از آزمایش برداشته می‌شود) در برابر شکستگی بهره برد. یک مدل عمومی قابل قبول برای رشد ترک تحت ایجاد شدن ریزترک توسط وشیشت و همکارانش ارائه شد. آنها سرعت انتشار ترک را با انتشار ترک مطالعه کردند و دو مرحله از رشد ترک را شناسایی کردند که با پیشرفت ترک متناوب می‌شوند.
- مرحله I: با بارگذاری نمونه، ناحیه فرایند جلویی تشکیل می‌شود که ناحیه ای از ترک‌های ریز جلوتر از نوک ترک اصلی می‌باشد. ترک از طریق این منطقه شتاب می‌گیرد تا نوک ترک از ریزترک‌های تشکیل شده جلوتر باشد. رشد ترک زمانی که نوک ترک جلوتر از ناحیه ریزترک باشد، کندتر می‌شود، جایی که منطقه ریزترک‌ها یک تنش فشاری بر نوک ترک اعمال می‌کند.[۸]
- مرحله دوم: ریزترک‌ها در پیرامون و جلوتر از نوک ترک به وجود می‌آیند در حالی که ترک به آرامی رشد می‌کند. هنگامی که ریزترک‌های کافی ایجاد می‌شوند، ترک به مرحله I بازمی‌گردد.

## شکستگی غضروف
مطالعه صدمه و شکست غضروف از دیدگاه مکانیکی می‌تواند دیدگاهی را به متخصصان پزشکی در مورد درمان بیماری‌های تأثیرگذار بر غضروف بدهد. غضروف ماده ای بسیار پیچیده با تغییرات عمقی ویژگی‌های بیولوژیکی است که منجر به دگرگونی در خواص مکانیکی می‌شود. علاوه بر این، غضروف دارای محتوای زیاد آب و حاوی کلاژن است که به ترتیب به اثرهای متخلخل و ویسکوالاستیک کمک می‌کند.
به صورت تجربی، آزمایش‌های ضربه‌ای نمونه‌های غضروفی را می‌توان برای شبیه‌سازی ضربه با مقدار بالا فیزیولوژیکی انجام داد. نوع مرسوم آزمایش‌ها شامل آزمایش‌های برج رهاسازی، آزمایش آونگ و سیستم‌های فنری است. این آزمایش‌های ضربه برای ساده‌کردن روش تجزیه و تحلیل مواد از متخلخل به الاستیک انجام می‌شود، زیرا تحت ضربه‌های کوتاه مدت با سرعت بالا، مایع زمانی برای خروج از نمونه غضروف را ندارد.